# Државни пут 14
Државни пут IБ реда 14 је државни пут IБ реда у северној Србији.